# Маккей, Труди
Труди Маккей (Trudy Frances Charlene Mackay; род. 10 сентября 1952, Канада) — британо-американский генетик, специалист по генетике количественных признаков, работающая главным образом с дрозофилой.
Доктор философии, заслуженный профессор Университета штата Северная Каролина.
Член Лондонского королевского общества (2006), Национальной АН США (2010) и Американского философского общества (2021).
Лауреат премии Вольфа по сельскому хозяйству (2016).

## Биография
Окончила Университет Далхаузи со степенями бакалавра с отличием (1974) и магистра (1976), обеими — по биологии, там же в 1974 году получила университетскую медаль по биологии. Степень доктора философии по генетике получила в Эдинбургском университете в 1979 году, затем там же являлась постдоком по генетике (1979—1980) и лектором кафедры генетики (1980—1987, получила постоянный контракт в 1983 году). С 1987 года в Университете штата Северная Каролина, первоначально ассоциированный профессор, с 1993 года профессор кафедры генетики, с 1996 года именной профессор генетики, в 2006—2013 годах — заслуженный, с 2013 года именной заслуженный профессор биологических наук, с 2008 года также ассоциированный сотрудник кафедры энтомологии. В 2007 году удостоена высшего отличия сотрудников университета O. Max Gardner Award, отмечалась и другими его наградами.
Работает вместе со своим супругом Robert Anholt.
В 2016 году почётный профессор Beijing Forestry University.
Член Американской академии искусств и наук (2005) и Нью-Йоркской АН (2007).
В 2008—2009 годах президент American Genetic Association.
Состоит в Genetics Society of America, Society for the Study of Evolution, Американской ассоциации содействия развитию науки (фелло с 2003) и Sigma Xi.
С 2005 года консультирующий редактор PLoS Genetics, с 2010 года редактор PNAS, с 2017 года член редколлегии G3: Genes, Genomes, Genetics.
Автор более 200 научных публикаций, нескольких книг.

## Награды и отличия
- Genetics Society of America Medal[англ.] (2004)
- O. Max Gardner Award Университета штата Северная Каролина (2007)
- North Carolina Award[англ.] по науке (2011), высшая гражданская награда штата
- Почётный доктор Университета Буэнос-Айреса (2013)
- Премия Вольфа по сельскому хозяйству (2016)
- Dawson Prize in Genetics, дублинский Тринити-колледж (2018)[10]